# Équipe d'Écosse féminine de football
Cet article traite de l'équipe féminine. Pour l'équipe masculine, voir Équipe d'Écosse de football.
 (septembre 2023).
Maillots
L'équipe d'Écosse féminine de football représente l'Écosse dans le football féminin international sous l'égide de la Fédération écossaise de football. Elle est actuellement 25e au classement mondial féminin de la FIFA (7 août 2025).

## Histoire
L'équipe d’Écosse dispute son premier match féminin international contre l'Angleterre le 18 novembre 1972 (défaite 2-3), près de cent ans après le premier match officiel de football international de l'Histoire ayant mis aux prises les équipes masculines anglaises et écossaises. Un tel décalage qui s'explique par l'interdiction faite aux femmes de disputer des rencontres officielles de football de la part de la Fédération anglaise de football de 1921 à 1971, frein au professionnalisme du foot féminin au Royaume-Uni, bien que la pratique du foot chez les femmes en Angleterre comme en Écosse y est ancienne (depuis la fin du XIXe siècle).
L'Écosse se qualifie pour la première fois de son histoire à une phase finale de championnat d'Europe à l'occasion de l'Euro 2017 organisé aux Pays-Bas. Placée dans le groupe D en compagnie de l'Angleterre, de l'Espagne et du Portugal, elle termine à la 3e place et est éliminée dès le premier tour, avec un bilan d'une victoire (1-0 contre l'Espagne) et deux défaites (0-6 contre l'Angleterre et 1-2 contre le Portugal).
Lors du dernier match des éliminatoires pour la Coupe du Monde 2019, l'Écosse s'impose 2-1 contre l'Albanie et, grâce au nul de la Suisse face à la Pologne, se qualifie pour la phase finale. C'est la première fois de leur histoire que les Écossaises accèdent à une phase finale de Coupe du Monde.
Lors de la Coupe du monde 2019, l'Écosse se retrouve dans le groupe D avec Angleterre, le Japon et l'Argentine. Malgré une belle résistance lors des deux premiers matchs, les Écossaises sont à chaque fois défaites d'une courte tête par les deux favorites du groupe, d'abord par les Lionesses (1-2), puis par le Japon sur le même score lors de la seconde journée. L'Écosse, déjà défaite à deux reprises, pensait avoir réalisé le plus dur en menant 3-0 à la 69e minute face à l'Argentine lors du dernier match, mais les Sud-Américaines réaliseront une remontada en inscrivant 3 buts dans les 16 dernières minutes de la partie, dont un penalty à retirer dans les arrêts de jeu du match à la suite d'une consultation de la VAR pour une position avancée de la gardienne écossaise qui n'avait pas au moins un pied sur sa ligne. Dernière du groupe avec un point et plus mauvaise défense du groupe avec 7 buts encaissés, l'Écosse est éliminée dès le 1er tour mais l'Argentine, qui avait besoin d'inscrire un quatrième but pour se qualifier et même chiper la seconde place aux Japonaises grâce à un meilleur goal-average, est finalement troisième avec 2 points et ne parvient pas à finir parmi les quatre meilleurs troisièmes, les rencontres Cameroun/Nouvelle-Zélande du groupe E et Thaïlande/Chili du groupe F disputées le lendemain ne s'étant pas conclues sur des scores de parité.

## Classement FIFA
| Année              | 2003 | 2004 | 2005 | 2006 | 2007 | 2008 | 2009 | 2010 | 2011 | 2012 | 2013 | 2014 | 2015 | 2016 | 2017 | 2018 | 2019 | 2020 | 2021 | 2022 | 2023 | 2024 |
| ------------------ | ---- | ---- | ---- | ---- | ---- | ---- | ---- | ---- | ---- | ---- | ---- | ---- | ---- | ---- | ---- | ---- | ---- | ---- | ---- | ---- | ---- | ---- |
| Classement mondial | 30   | 29   | 29   | 26   | 26   | 25   | 24   | 24   | 22   | 23   | 20   | 21   | 21   | 21   | 23   | 20   | 22   | 21   | 23   | 25   | 25   | 24   |

## Parcours

### Parcours enCoupe du monde
- 1991 : Non qualifiée
- 1995 : Non qualifiée
- 1999 : Non qualifiée
- 2003 : Non qualifiée
- 2007 : Non qualifiée
- 2011 : Tour préliminaire
- 2015 : Tour préliminaire
- 2019 : 1er tour
- 2023 : Tour préliminaire
- 2027 : À venir
- 2031 : À venir
- 2035 : Qualifiée en tant que pays hôte

### Parcours enChampionnat d'Europe
- 1984 : Tour préliminaire
- 1987 : Tour préliminaire
- 1989 : Tour préliminaire
- 1991 : Tour préliminaire
- 1993 : Tour préliminaire
- 1995 : Tour préliminaire
- 1997 : Tour préliminaire
- 2001 : Tour préliminaire
- 2005 : Tour préliminaire
- 2009 : Tour préliminaire
- 2013 : Tour préliminaire
- 2017 : 1er tour
- 2022 : Non qualifiée
- 2025 : Non qualifiée
- 2029 : À venir

### Parcours à l'Euro 2017
| Rang | Équipe        | Pts | J | G | N | P | Bp | Bc | Diff |
| ---- | ------------- | --- | - | - | - | - | -- | -- | ---- |
| 1    | Angleterre    | 9   | 3 | 3 | 0 | 0 | 10 | 1  | +9   |
| 2    | Espagne (+1)  | 3   | 3 | 1 | 0 | 2 | 2  | 3  | -1   |
| 3    | Écosse (0)    | 3   | 3 | 1 | 0 | 2 | 2  | 8  | -6   |
| 4    | Portugal (-1) | 3   | 3 | 1 | 0 | 2 | 3  | 5  | -2   |

     Équipes qualifiées ; Pts = points ; J = joués ; G = gagnés ; N = nuls ; P = perdus ;

Bp = buts pour ; Bc = buts contre ; Diff = différence de buts.
1. 1 2 3  Dans leurs confrontations directes, l'Espagne a battu le Portugal 2-0, puis le Portugal a battu l'Écosse 2-1, et enfin l'Écosse a battu l'Espagne 1-0. Chaque équipe comptant une victoire et une défaite, l'Espagne est classée devant l'Écosse et le Portugal en raison de sa meilleure différence de buts particulière, en rapport au point numéro 3 du règlement pour le départage en cas d'égalité.

| 19 juillet 2017 | Angleterre                                                | 6 - 0   | Écosse | Stadion Galgenwaard, Utrecht                   |                                                |
| 20 h 45 CEST    | Taylor 10e 26e 53e · White 33e · Nobbs 86e · Duggan 90+3e | (3 - 0) |        | Spectateurs : 5 578 Arbitrage : Esther Staubli | Spectateurs : 5 578 Arbitrage : Esther Staubli |
| 20 h 45 CEST    | Rapport                                                   |         |        | Spectateurs : 5 578 Arbitrage : Esther Staubli | Spectateurs : 5 578 Arbitrage : Esther Staubli |

| 23 juillet 2017 | Écosse       | 1 - 2   | Portugal                  | Sparta Stadion Het Kasteel, Rotterdam           |                                                 |
| 18 h CEST       | Cuthbert 68e | (0 - 1) | 27e C. Mendes · 72e Leite | Spectateurs : 3 123 Arbitrage : Katalin Kulcsár | Spectateurs : 3 123 Arbitrage : Katalin Kulcsár |
| 18 h CEST       | Rapport      |         |                           | Spectateurs : 3 123 Arbitrage : Katalin Kulcsár | Spectateurs : 3 123 Arbitrage : Katalin Kulcsár |

| 27 juillet 2017 | Écosse   | 1 - 0   | Espagne | De Adelaarshorst, Deventer                    |                                               |
| 20 h 45 CEST    | Weir 42e | (1 - 0) |         | Spectateurs : 3 988 Arbitrage : Jana Adámková | Spectateurs : 3 988 Arbitrage : Jana Adámková |
| 20 h 45 CEST    | Rapport  |         |         | Spectateurs : 3 988 Arbitrage : Jana Adámková | Spectateurs : 3 988 Arbitrage : Jana Adámková |

### Plainte contre la fédération en 2022-2023
Peu de temps après leur élimination des qualifications pour la Coupe du monde 2023, les joueuses internationales écossaises annoncent porter plainte contre la fédération écossaise de football. L'objectif des joueuses est d'obtenir de meilleures conditions de travail et une revalorisation financière de leur mise à disposition auprès de l'équipe nationale. Outre une très grosse inégalité salariale avec l'équipe masculine, les internationales se battent pour que la fédération leur procure des installations meilleure qualité pour elles et pour les équipes de jeunes, une égalité de traitement lors des voyages et des équipes médicales et nutritionnelles mieux dimensionnées.
Cette action en justice est abandonnée en septembre 2023 après de fructueuses discussions avec la fédération écossaise.